# Holderbank, Aargau
Holderbank (schweizertyska: Houderbank) är en ort och kommun i distriktet Lenzburg i kantonen Aargau, Schweiz. Kommunen har 1 489 invånare (2023).